# Zaleptus cupreus
Zaleptus cupreus is een hooiwagen uit de familie Sclerosomatidae.